# Colomastix simplicauda
Colomastix simplicauda är en kräftdjursart som beskrevs av Nicholls 1938. Colomastix simplicauda ingår i släktet Colomastix och familjen Colomastigidae. Inga underarter finns listade i Catalogue of Life.